# 刘多
刘多（1966年4月—），黑龙江五常人，汉族，中国共产党党员。中华人民共和国政治人物、第十三届全国人民代表大会贵州省代表。现任上海市人民政府副市长。

## 生平
2018年，刘多被选为贵州省出席第十三届全国人民代表大会代表。
2021年1月，任工信部科技司司长。
2021年12月，任上海市人民政府副市长。